# Cecil Matthews
Cecil Matthews (Cecil Henry Matthews; * 13. Oktober 1914 in Christchurch; † 8. November 1987 in Auckland) war ein neuseeländischer Langstreckenläufer.
Bei den Olympischen Spielen 1936 in Berlin schied er über 5000 m im Vorlauf aus.
1938 siegte er bei den British Empire Games in Sydney mit persönlichen Bestzeiten über drei Meilen (13:59,6 min) und sechs Meilen (30:14,5 min).
1936 und 1938 wurde er Neuseeländischer Meister über drei Meilen.